# Championnat des Kiribati de football
Le championnat des Kiribati de football est une compétition sportive créée en 2002 mettant aux prises les meilleurs clubs de football des Kiribati. Le championnat est composé de 23 clubs et ceux-ci sont amateurs.

## Histoire
- Avant la création du Championnat des Kiribati en 2002, il y a eu des championnats en 1984, 1998, 1999 et 2001.
- La plupart des matchs sont joués dans la ville de Bairiki, dans le stade "Reuben Kiraua Uatioa Stadium".
- Le Championnat est formé de 5 groupes, est se termine sous la forme d'une coupe.

## Liste des clubs

### Groupe A
- Abaiang
- Butaritari
- Makin
- Marakei
- North Tarawa

### Groupe B
- Aranuka
- Betio Town Council
- Kuria
- Maiana
- Tarawa Urban Council

### Groupe C
- Abemama
- Banaba
- Nonouti
- Onotoa
- Tabiteuea North

### Groupe D
- Arorae
- Beru
- Nikunau
- Tabiteuea South
- Tamana

### Groupe E
- Christmas
- Tabuaeran
- Teraina

## Vainqueur par saison
- 1984 : South Tarawa
- 1985-97 : inconnu
- 1998 : South Tarawa
- 1999 : Bank of Kiribati
- 2000 : inconnu
- 2001 : Arorae
- 2002 : Arorae
- 2003 : inconnu
- 2004 : Tarawa Urban Council
- 2005 : inconnu
- 2006 : Betio Town Council
- 2007 : inconnu
- 2008 : inconnu
- 2009 : Betio Town Council
- 2010 : Makin
- 2011 : inconnu
- 2012 : inconnu
- 2013 : Makin
- 2014 :
- 2015 :

## Palmarès
| Rang | Clubs                | Titre(s) | Année(s)   |
| ---- | -------------------- | -------- | ---------- |
| 1    | Makin                | 2        | 2010, 2013 |
| 2    | Betio Town Council   | 2        | 2006, 2009 |
| 3    | Arorae               | 2        | 2001, 2002 |
| 4    | South Tarawa         | 2        | 1984, 1998 |
| 5    | Tarawa Urban Council | 1        | 2004       |
| 6    | Bank of Kiribati     | 1        | 1999       |